# Вихля
Вихля́ — село в Україні, у Потіївській сільській територіальній громаді Житомирського району Житомирської області. Кількість населення становить 83 особи (2001). У 1933—77 роках — адміністративний центр колишньої однойменної сільської ради.

## Загальна інформація
Розташоване на правому березі річки Тростяниці, за 34 км північно-західніше від Радомишля та за 12 км від автошляху Житомир—Малин.

## Населення
У другій половині 19 століття поселення налічувало 66 жителів, наприкінці 19 століття — 198 осіб, з них 101 чоловік та 97 жінок, дворів — 36, у 1924 році — 536 осіб (з перевагою населення польської національности), дворів — 89.
На початок 1970-х років село мало 79 дворів із населенням 209 осіб.
Відповідно до результатів перепису населення СРСР, кількість населення, станом на 12 січня 1989 року, становила 123 особи. Станом на 5 грудня 2001 року, відповідно до перепису населення України, кількість мешканців села становила 83 особи.

## Історія
Засноване у другій половині 19 століття. Хутір (слобода) села Свидя Потіївської волості (3 стану) Радомисльського повіту Київської губернії, за 30 верст від Радомисля. Православна парафія — Видибор.
Наприкінці 19 століття — слобода Потіївської волості Радомисльського повіту Київської губернії. Відстань до повітового центру, м. Радомисль, де розміщувалася також найближча поштово-телеграфна станція — 35 верст, до найближчої залізничної станції Житомир — 33 версти, до поштової земської станції в Облітках — 18 верст. Основним заняттям мешканців було хліборобство. У селі числилося 450 десятин землі, яка належала селянам. Господарство велося за трипільною сівозміною. В селі були школа та кузня.
У 1923 році включене до складу новоствореної Гуто-Потіївської сільської ради, яка 7 березня 1923 року увійшла до складу новоутвореного Потіївського району Малинської округи. 10 березня 1933 року, відповідно до постанови президії Київського облвиконкому «Про утворення на терені Потіївського району національної польської Гуто-Потіївської сільради та одної української Вихлянської сільради», село включене до складу новоутвореної Вихлянської сільської ради Потіївського району, адміністративний центр ради.
На фронтах Другої світової війни воювали 65 селян, 21 з них загинули, 38 нагороджені орденами й медалями. У 1959 році на їх честь встановлено обеліск.
В радянські часи в селі розміщувалася бригада колгоспу з центром у Старій Буді. Господарство обробляло 2 109 га сільськогосподарських угідь, у тому числі 1 551 га ріллі, вирощували зернові культури, льон, мали розвинуте м'ясо-молочне тваринництво. 17 працівників нагороджені орденами й медалями СРСР.
У селі були школа, клуб, бібліотека, фельдшерсько-акушерський пункт, поштове відділення.
26 листопада 1977 року, відповідно до рішення Житомирського ОВК «Про перенесення центрів та перейменування деяких сільрад районів області», адміністративний центр Вихлянської сільської ради перенесено до с. Стара Буда з відповідним перейменуванням сільради на Старобудську сільську раду Радомишльського району. 7 квітня 1980 року, відповідно до рішення Житомирського облвиконкому № 180 «Питання адміністративно-територіального поділу», село підпорядковане Гуто-Потіївській сільській раді Радомишльського району.
6 серпня 2015 року село включене до складу новоутвореної Потіївської сільської територіальної громади Радомишльського району Житомирської області. Від 19 липня 2020 року, разом з громадою, в складі новоствореного Житомирського району Житомирської області.